# The Contractor (film)
The Contractor è un film del 2022 diretto da Tarik Saleh.
Pellicola di produzione statunitense, che segna l'esordio cinematografico in lingua inglese per Tarik Saleh. I protagonisti del film sono Chris Pine, Gillian Jacobs e Ben Foster.

## Trama
James Harper é un sergente delle forze speciali, dopo il congedo per motivi sanitari accetta di lavorare per un'agenzia privata. Quando la missione va storta, si ritroverà a dover scappare per salvarsi la vita. Scoprirà che i suoi compagni di lavoro sono i suoi peggiori nemici.

## Produzione
Il progetto è stato annunciato a maggio 2019 con il titolo Violence of Action e Chris Pine come protagonista; nell'ottobre dello stesso anno, anche Ben Foster e Gillian Jacobs si sono uniti al cast.
Nel novembre 2021, è stato annunciato il nuovo titolo del film: The Contractor. 

### Riprese
Le riprese si sono svolte in Europa, tra Bucarest e Berlino, e in California, a Fort Bragg, dall'ottobre del 2019 alla fine di quell'anno.

## Colonna sonora
A comporre la colonna sonora del film è stato Alex Belcher, mentre della produzione se n'è occupata l'etichetta Sony Classical.

## Distribuzione
Il film è stato distribuito sulla piattaforma on demand Amazon Prime Video a partire dal 15 giugno 2022, ed è stato distribuito nelle sale cinematografiche statunitensi dal 1 aprile dello stesso anno, nonostante fosse previsto per il 18 marzo.

## Accoglienza

### Incassi
Uscito al cinema assieme a Morbius, il film ha incassato in totale solo 2,1 milioni di dollari al botteghino.

### Critica
Sul sito web Rotten Tomatoes il film riceve il 46% delle recensioni professionali positive, con un voto medio di 5,5/10, basato su 87 recensioni; il consenso della critica del sito web recita: "The Contractor è intrappolato tra il classico film di denuncia e il thriller d'azione standard, e tra l'altro non soddisfa nessuno dei due obiettivi nonostante il forte lavoro di un cast di talento".
Metacritic ha assegnato al film un punteggio medio ponderato di 52 su 100, basato su 19 critiche, indicando "recensioni contrastanti o nella media".